# Калоним из Александрии
Калоним из Александрии (ср. греч. Καλώνυμος 'Αλεξανδρεύς) — византийский флотоводец, командовавший флотом в ходе Вандальской войны. Основным источником о нём является Война с вандалами Прокопия Кесарийского.

## Биография
Калоним, вероятно, был уроженцем столицы диоцеза Египет Александрии. В 533 году он был назначен единоличным главнокомандующим византийского флота во время войны с вандалами, которому было поручено перевезти войско Велизария в королевство вандалов в Северной Африке. Под командованием Калонима было 500 кораблей с 30 тыс. моряками Хотя в этом отрывке ему не дается конкретного титула, в более позднем он называется командующим флотом.
Сообщается, что во время падения столицы королевства Карфагена Калоним вместе с моряками разграбил имущество местных торговцев в мандракие. Таким образом, он нарушил действующий приказ Велизария. Калоним под присягой показал свою невиновность и был освобожден.
Прокопий утверждает, что Калоним действительно грабил местное население и оставил награбленное себе. Он благополучно вернулся в Константинополь и умер там от апоплексического удара, который хронист воспринимает возмездием.